# Tadeusz Filipkowski
Tadeusz Antoni Filipkowski (ur. 5 maja 1932 w Warszawie, zm. 19 czerwca 2020 tamże) – żołnierz Szarych Szeregów, dziennikarz.

## Życiorys
Syn architekta i działacza niepodległościowego Stanisława (1896–1964) i Zofii z Błeszyńskich. Jego ciotką od strony ojca była Wanda Pełczyńska. Wraz z rodzicami mieszkał przed wojną w Gdyni i Lwowie, gdzie uczęszczał do szkół powszechnych. Od 1941 rodzina mieszkała w Warszawie. Tu pod ps. „Filip”, „Krzycki” był członkiem Szarych Szeregów (Zawisza. Blok Zamek, 9 ZDH im. Stefana Czarnieckiego) uczestnicząc w małym sabotażu, obserwacjach i konwojowaniu łączniczek. Po powstaniu warszawskim wyszedł z ludnością cywilną i dotarł do Mstyczowa, gdzie przebywał do końca wojny. Do Warszawy powrócił w lutym 1945. Ukończył tamże szkołę powszechną, a następnie średnią. Maturę uzyskał w 1952, a następnie ukończył studia polonistyczne na Uniwersytecie Warszawskim (1956).
Od 1950 pracował najpierw w Centralnej Komisji Wydawniczej i Urzędzie Wydawnictw, a następnie w redakcjach: nieperiodyków w Filmowej Agencji Wydawniczej. Potem był dziennikarzem w redakcji „Na Przełaj”, „Wiedzy i Życia”, Centralnej Agencji Fotograficznej jako redaktor prowadzący, a następnie zastępca redaktora naczelnego „IMT Światowid”. Pracował społecznie w PTTK, gdzie od 1950 był przewodnikiem miejskim po Warszawie oraz członkiem redakcji „Gościńca” (1969–1995). Działał również w Stowarzyszeniu Dziennikarzy Polskich. W latach 1980–1981 działał w „Solidarności”. W stanie wojennym został usunięty z zawodu i przez dwa lata był kierowcą. Od 1984 pracował ponownie jako dziennikarz w redakcji „Drużyna” i tygodniku „Odrodzenie”. W 1990 odszedł na emeryturę.
Od początku istnienia, czyli od 1989, działał w Światowym Związku Żołnierzy Armii Krajowej. Przez wiele lat był członkiem Rady Naczelnej i Prezydium, przez pewien czas wiceprezesem ZG ŚZŻAK i rzecznikiem prasowym. Współpracownik i autor tekstów w „Biuletynie Informacyjnym” – miesięczniku ŚZŻAK. Prezes Fundacji Filmowej Armii Krajowej (1995–2015), współtwórcą filmu o Polskim Państwie Podziemnym, oraz producent 29 filmów o AK. Członek pierwszej Rady Muzeum II Wojny Światowej w Gdańsku (2012–2017).
Żonaty dwukrotnie. pierwszy raz z Bożenną z Faszczewskich. Mieli córki: Marię, Ewę i Joannę. Drugi raz ożenił się z dziennikarką Mirosławą Okolską-Filipkowską (1930–2014). Małżeństwo było bezdzietne. Pochowany wraz z żoną w grobowcu rodzinnym na Starych Powązkach.

## Odznaczenia
Krzyż Komandorski (2006), Krzyż Oficerski (2000) i Krzyż Kawalerski Orderu Odrodzenia Polski, Złoty i Srebrny Krzyż Zasługi, Krzyż Armii Krajowej, Medal za Warszawę 1939–1945, Krzyż „Za Zasługi dla ZHP”, Złoty i Srebrny Medal „Za zasługi dla obronności kraju”, Medale „Pro Memoria” i „Pro Patria”, Srebrna Odznaka Honorowa PCK, Odznaka za Zasługi dla Warszawy, Medal Pamiątkowy „Za Zasługi dla ŚZŻAK”, Złota Odznaka Honorowa PTTK, Zasłużony Działacz Turystyki, Kultury, Handlu, Zasłużony Opiekun Zabytków i inne m.in. niemiecki Krzyż Zasługi (2015).